# Ronald Golias
Ronald Golias, född 4 maj 1929 i São Carlos, São Paulo, död 27 september 2005 i São Paulo, Brasilien, var en brasiliansk skådespelare.